# Ruben van Zwieten
Ruben van Zwieten (Ermelo, 15 juli 1983) is een Nederlandse predikant en ondernemer.

## Biografie
Van Zwieten begon als ‘dominee van de Zuidas’ en is bekend geworden met het project Zingeving Zuidas in de financiële crisis van 2008. In 2012 richtte hij ‘De Nieuwe Poort / The New Port’ op in het zakencentrum Zuidas van Amsterdam, een ontmoetingscentrum met onder andere een restaurant en (vergader)zalen. Ook zette hij in 2016 De Nieuwe Poort op in het financiële centrum van Rotterdam. Hij zoekt naar moderne manieren om mensen weer te interesseren voor de kerk en traditie. Hij wordt omschreven als een vernieuwer van de kerk: 'de nieuwerwetse Kerk’, ‘de Kerk van Nu’. Namens Nederland behoorde hij tot de European Young Leaders class of 2019 van Europese denktank Friends of Europe.

### Studententijd
Van Zwieten groeide op in een randkerkelijk gezin als zoon van een dokter in Ermelo. Hij studeerde rechten en theologie aan de Universiteit van Leiden en volgde een business opleiding aan IMD in Lausanne, Zwitserland. In Leiden was hij lid van de studentenvereniging Minerva, waarvan hij één jaar President van de Commissie voor de Sociëteit ‘Minerva’ was. Tijdens zijn studies was hij mede-oprichter van de High Potential Academy, een coaching-, recruitment- en uitzendbureau voor jong talent dat hij later doorverkocht.
Aan het einde van zijn studententijd was hij onderdeel van het talentenklasje van campagnebureau BKB. Voor hij werd bevestigd in het ambt van predikant in 2010 gaf hij vorm aan ‘Zingeving Zuidas’, dat straatvoetbal tussen yuppen en kansarme jongeren, dating tussen yuppen en eenzame ouderen, existentielunches (waarbij het draaide om de vraag waar het de financiële sector ooit om begonnen was), en Meesterpreken (waarbij topmensen uit het bedrijfsleven reflecteren op mens en maatschappij) organiseert. In 2013 verscheen van de hand van Van Zwieten en Ad van Nieuwpoort het boek Bijbel op de Zuidas, dat gaat over hun ervaringen daar.

## Predikantschap
Van Zwieten geeft invulling aan zijn predikantschap door nieuwe concepten voor kerken te ontwikkelen, zowel conceptueel als fysiek. Het concept De Nieuwe Poort in Amsterdam en Rotterdam is door Van Zwieten in andere Europese havenplaatsen zoals Valencia (El Nuevo Puerto) en Normandië (Le Nouveau Port) herhaald. Van Zwieten bedacht de ontmoetingshuizen vanuit de bijbels humanistische traditie als sociale werkplaatsen, met de bedoeling dat onderkant en bovenkant van de samenleving elkaar treffen. Hij richtte als onderdeel van deze huizen The New University, academy for life and work op, waar programma’s op bijbels humanistische leest geschoeid worden georganiseerd in filosofie, literatuur en poëzie in relatie tot de actualiteit. In Zeeland op het eiland Noord-Beveland in het plaatsje Kortgene geeft Van Zwieten samen met Karin van den Broeke, oud praeses van de Protestantse Kerk van Nederland, een nieuwe invulling aan een oud kerkgebouw.
Met zijn concept ‘De Nieuwe Traditie / The New Tradition’, ontwikkelt Van Zwieten nieuwe rituelen met het streven die beter te laten aansluiten bij het moderne leven, zoals een stand-up college rondom de Paasviering in plaats van een traditionele preek. Van Zwieten leidt (buitenkerkelijke) samenkomsten ter nagedachtenis en bevestigt huwelijken zoals dat van Johnny de Mol in 2018. Ook deed hij in dat jaar mee aan zijn Roast op Comedy Central.
In 2013 won Van Zwieten de prijs Theoloog des vaderlands. In 2014 verkozen door Vrij Nederland geselecteerde vakgenoten hem tot ‘de beste in zijn vak’. Door de Volkskrant werd hij in 2014 uitgeroepen tot de top-5 meest invloedrijke mensen voor de toekomst. Eenzelfde eerbetoon kreeg hij van NRC Handelsblad dat hem in 2010 een van de tien beloftes voor de komende tien jaar noemde.

## Brede maatschappij
Van Zwieten treedt regelmatig op als keynote-spreker op congressen. Zo sprak hij meermaals op de Bilderbergconferentie.
Hij is toezichthouder in de zorg bij het gecombineerde onderzoeksfonds ADORE van het Alzheimer Centrum en het Cancer Center Amsterdam (CCA). Hij was bestuurder bij het VUMC fonds, later AUMC fonds. Van Zwieten was een protegé van Randstad-oprichter Frits Goldschmeding. Hij was adviseur van het bestuur van de Golschmeding Foundation totdat oprichter Frits Goldschmeding vanwege zijn leeftijd zijn taken neerlegde, en Van Zwieten kritiek uitte op de voornaamste adviseurs die het van Goldschmeding overnamen.
Ook had Van Zwieten zitting in de Monitoring Commissie Code Banken. Hij uitte kritiek op de Nederlandse Vereniging van Banken (NVB) en de rol die zij speelden in het herstel van vertrouwen in de bankensector, omdat zij in zijn ogen te weinig deden met het aanbevelingsrapport van de commissie. Van Zwieten pleitte voor een beroepsopleiding voor bankiers zoals de dokters-coschappen, het predikanten-seminarium of de advocaat-stage.
Van Zwieten, zelf regelmatig optredend als pastor voor onder andere topmannen en topvrouwen uit het bedrijfsleven, heeft ook kritiek geuit op de economische elite van Nederland. Samen met Sander Schimmelpenninck schreef hij het boek ‘Elite gezocht’, waarin aan de hand van een paar fictieve personages wordt beschreven hoe de mentale en financiële afstand tussen de voorhoede en de achterhoede in Nederland steeds verder groeide.

## Normandië
Van Zwieten raakte in een laat stadium betrokken bij de organisatie van het Liberty Concert, een mislukt bevrijdingsfestival op de stranden van Normandië in 2019. NRC Handelsblad schreef later dat jaar dat hij zich door de organisatie tegen een vergoeding had laten inhuren als "parttime CEO", terwijl volgens NRC in de statuten van de stichting stond dat bestuurders geen vergoedingen mochten krijgen. Van Zwieten stelt dat hij de betalingen niet ontving voor zijn werk als stichtingsbestuurder, maar voor operationele werkzaamheden. De ANBI-regelgeving staat dergelijke vergoedingen toe. Wel meende Van Zwieten "dat het effectiever en efficiënter had gekund" en hij “de beeldvorming verkeerd had ingeschat”. In De Volkskrant schetste Van Zwieten naderhand dat hij het festival probeerde te redden en er op korte termijn niemand beschikbaar was die deze opdracht wilde aannemen.
In Normandië heeft Van Zwieten in 2019, precies 75 jaar na D-day 1944, ook De Nieuwe Poort (Le Nouveau Port) opgezet. Een oud kerkgebouw uit de 13e eeuw en het aanpalende oude klooster uit de 18e eeuw heeft hij laten renoveren naar een herberg, waar men programma’s kan volgen over de bevrijding van 1944 in relatie tot hedendaagse 'bevrijding'. Ook The New University ontvangt er gasten. Le Nouveau Port (‘De Nieuwe Haven’) in Ver-sur-Mer is gelegen bij Le Port Artificiel (‘de artificiële haven’) van de geallieerden op 6 juni 1944 in Arromanches.